# Premios Paoli
Los Premios Paoli se fundaron en el año 1983, en honor al famoso tenor, Antonio Paoli llamado "El Tenor de los Reyes y el Rey de los Tenores", por haberse presentado en los palacios de los reyes de Europa. Este premio reconoce el esfuerzo y la creatividad de artistas en América Latina, quienes son profesionales del arte, medios de comunicación y la cultura.
Los nominados son seleccionados por las distintas instituciones locales. Los ganadores son elegidos por el público a través del Internet y los periódicos. Han sido reconocidos con el Premio Paoli, figuras de renombre internacional como, José Luis Rodríguez "El Puma", La India, Marc Anthony, Chayanne, El Gran Combo, Diego Torres, Ednita Nazario, Daddy Yankee, Richie Rey y Bobby Cruz, Ana María Polo, El Dúo Pímpinela, Laura Bozzo, Susana Giménez, María Laria, Mirtha Legrand, Moria Casán, Susan León, Fernando Allende, Cristina Saralegui, Enrique Gratas, Omar Alfanno, Walter Mercado, Sandra Vanessa Mercado, Rocío Jurado, Tito Trinidad, Federico Wilkins, Lalo Rodríguez, Carmen Jovet, Laura León, David Bisbal, Rolando Barral, Valeria Lynch, Jerry Rivera, Elvis Crespo, Miguelito, Grupomania, Rafael José, Manny Manuel, Víctor Alejandro, Milly Quesada, Hakim, Olga Tañón, Candela Ferro, Dr. Arcelio Torres, Aylín Mújica, Giorgina Pinedo, Gladys García, Mildred Fernández del Condado de Orange, Monchi y Alexandra, Penélope Menchaca, Julián Gil, Luisa de Los Ríos, Héctor Manuel , entre otros. 
En 1992, comienza su internacionalización, a través del Programa de Telemundo:  "Ocurrió Así", transmitiéndose por Gems TV para más de 24 países en el 2000. En el 2004 se celebra por primera vez en la ciudad de Orlando (Florida), con grandes expectativas por parte de todos los medios y formando parte del crecimiento y desarrollo de los hispanos en la Florida Central. Próximamente se celebrará la Entrega de los Premios Paoli en el Double Tree del Hilton, en el "Orlando Airport",  con una transmisión en línea para Sudamérica, Estados Unidos y Europa.